# Paolo Viganò
Paolo Viganò (Seregno, Provincia de Monza y Brianza, Italia, 11 de febrero de 1950 - 23 de mayo de 2014) fue un futbolista italiano. Se desempeñaba en la posición de defensa.

## Clubes
| Club           | País   | Año         |
| -------------- | ------ | ----------- |
| Juventus F. C. | Italia | 1969 - 1970 |
| A. S. Roma     | Italia | 1970 - 1971 |
| A. C. Monza    | Italia | 1971 - 1972 |
| U. S. Palermo  | Italia | 1972 - 1976 |
| Brescia Calcio | Italia | 1976 - 1978 |
| Novara Calcio  | Italia | 1978 - 1980 |
| A. C. Monza    | Italia | 1980 - 1981 |